# Exobasidium reticulatum
Exobasidium reticulatum är en svampart som beskrevs av S. Ito & Sawada 1912. Exobasidium reticulatum ingår i släktet Exobasidium och familjen Exobasidiaceae.   Inga underarter finns listade i Catalogue of Life.